# Premiul Ursul de Aur
Ursul de aur (germană Goldener Bär) este un premiu care se acordă anual pentru cele mai bune producții cinematografice. Distincția se acordă de către o comisie la Festivalul Internațional de Film de la Berlin. Ursul de Aur este acordat celui mai bun lungmetraj în competiție internațională la Festivalul Internațional de Film de la Berlin. Oficial, este decernatproducătorilor de film și nu regizorilor. Ursul de Aur este astfel cel mai important premiu al festivalului, înaintea Marelui Premiu al Juriului (Ursul de Argint).
Motivul a fost preluat de pe stema Berlinului, cum este cazul Leului de Aur de la Festivalul de Film de la Veneția sau Palme d'Or la Festivalul de Film de la Cannes în raport cu orașul respectiv. Un juriu al competiției, format în mare parte din regizori internaționali, votează pentru acordarea premiului. Trofeul a fost conceput de artista germană Renée Sintenis și a fost decernat și celei mai bune producții din secțiunea Berlinale Shorts, competiție internațională de scurtmetraje din 2007.

## Lista filmelor premiate la Berlinale
| Anii 1950                          | | | | |
| 1951 – Juriu Vest German           | | | | |
| 1951                               | Four in a Jeep (Ursul de Aur Dramă) | Die Vier im Jeep | Leopold Lindtberg | Elveția |
| 1951                               | Plecat fără adresă (Ursul de Aur Comedie) | ...Sans laisser d'adresse | Jean-Paul Le Chanois | Franța |
| 1951                               | In Beaver Valley (Ursul de Aur Documentar) | In Beaver Valley (Ursul de Aur Documentar) | James Algar | Statele Unite ale Americii |
| 1951                               | Justice Is Done (Ursul de Aur Thriler și Aventuri) | Justice est faite | André Cayatte | Franța |
| 1951                               | Cenușăreasa (Ursul de Aur Film muzical de animație) | Cenușăreasa (Ursul de Aur Film muzical de animație) | Wilfred Jackson | Statele Unite ale Americii |
| 1952–1955 – Votul publicului       | | | | |
| 1952                               | One Summer of Happiness | Hon dansade en sommar | Arne Mattsson | Suedia |
| 1953                               | Salariul groazei | Le salaire de la peur | Henri-Georges Clouzot | Franța Italia |
| 1954                               | Hobson's Choice | Hobson's Choice | David Lean | Regatul Unit |
| 1955                               | Die Ratten | Die Ratten | Robert Siodmak | RFG |
| 1956–prezent – Juriu internațional | | | | |
| 1956                               | Invitation to the Dance | Invitation to the Dance | Gene Kelly | Statele Unite ale Americii |
| 1958                               | 12 oameni furioși | 12 Angry Men | Sidney Lumet | Statele Unite ale Americii |
| 1958                               | Fragii sălbatici | Smultronstället | Ingmar Bergman | Suedia |
| 1959                               | The Cousins | Les cousins | Claude Chabrol | Franța |
| Anii 1960                          | | | | |
| 1960                               | El Lazarillo de Tormes | El Lazarillo de Tormes | César Fernández Ardavín | Spania Italia |
| 1961                               | Noaptea | La Notte | Michelangelo Antonioni | Italia Franța |
| 1962                               | A Kind of Loving | A Kind of Loving | John Schlesinger | Regatul Unit |
| 1963                               | To Bed or Not to Bed (ex aequo) | Il diavolo | Gian Luigi Polidoro | Italia |
| 1963                               | Bushido: The Cruel Code of the Samurai (ex aequo) | 武士道残酷物語 / Bushidō zankoku monogatari | Tadashi Imai | Japonia |
| 1964                               | Dry Summer | Susuz yaz | Metin Erksan | Turcia |
| 1965                               | Alphaville | Alphaville, une étrange aventure de Lemmy Caution | Jean-Luc Godard | Franța |
| 1966                               | Cul-de-Sac | Cul-de-Sac | Roman Polanski | Regatul Unit |
| 1967                               | The Departure | Le départ | Jerzy Skolimowski | Belgia |
| 1968                               | Who Saw Him Die? | Ole dole doff | Jan Troell | Suedia |
| 1969                               | Early Works | Rani radovi | Želimir Žilnik | Iugoslavia |
| Anii 1970                          | | | | |
| 1970                               | Nu s-a acordat nici un premiu anul acesta din cauza controversei legate de participarea la competiția principală a filmului antirăzboi o.k. care a dus la demisia juriului internațional înainte de încheierea festivalului. | Nu s-a acordat nici un premiu anul acesta din cauza controversei legate de participarea la competiția principală a filmului antirăzboi o.k. care a dus la demisia juriului internațional înainte de încheierea festivalului. | Nu s-a acordat nici un premiu anul acesta din cauza controversei legate de participarea la competiția principală a filmului antirăzboi o.k. care a dus la demisia juriului internațional înainte de încheierea festivalului. | Nu s-a acordat nici un premiu anul acesta din cauza controversei legate de participarea la competiția principală a filmului antirăzboi o.k. care a dus la demisia juriului internațional înainte de încheierea festivalului. |
| 1971                               | Grădina familiei Finzi-Contini | Il giardino dei Finzi Contini | Vittorio De Sica | Italia |
| 1972                               | Povestiri din Canterbury | I racconti di Canterbury | Pier Paolo Pasolini | Italia |
| 1973                               | Distant Thunder | Ashani Sanket | Satyajit Ray | India |
| 1974                               | The Apprenticeship of Duddy Kravitz | The Apprenticeship of Duddy Kravitz | Ted Kotcheff | Canada |
| 1975                               | Adoption | Örökbefogadás | Márta Mészáros | Ungaria |
| 1976                               | Buffalo Bill and the Indians, or Sitting Bull's History Lesson | Buffalo Bill and the Indians, or Sitting Bull's History Lesson | Robert Altman | Statele Unite ale Americii |
| 1977                               | The Ascent | Восхождение / Voskhozhdeniye | Larisa Shepitko | Uniunea Sovietică |
| 1978                               | Las truchas (ex aequo) | Las truchas (ex aequo) | José Luis García Sánchez | Spania |
| 1978                               | What Max Said (ex aequo) | Las palabras de Max | Emilio Martínez-Lázaro | Spania |
| 1978                               | Ascensor (ex aequo) | Ascensor (ex aequo) | Tomás Muñoz | Spania |
| 1979                               | David | David | Peter Lilienthal | RFG |
| Anii 1980                          | | | | |
| 1980                               | Heartland (ex aequo) | Heartland (ex aequo) | Richard Pearce | Statele Unite ale Americii |
| 1980                               | Palermo or Wolfsburg (ex aequo) | Palermo oder Wolfsburg | Werner Schroeter | RFG |
| 1981                               | Deprisa, deprisa | Deprisa, deprisa | Carlos Saura | Spania |
| 1982                               | Veronika Voss | Die Sehnsucht der Veronika Voss | Rainer Werner Fassbinder | RFG |
| 1983                               | Ascendancy (ex aequo) | Ascendancy (ex aequo) | Edward Bennett | Regatul Unit |
| 1983                               | La colmena (ex aequo) | La colmena (ex aequo) | Mario Camus | Spania |
| 1984                               | Love Streams | Love Streams | John Cassavetes | Statele Unite ale Americii |
| 1985                               | The Woman and the Stranger (ex aequo) | Die Frau und der Fremde | Rainer Simon | RDG |
| 1985                               | Wetherby (ex aequo) | Wetherby (ex aequo) | David Hare | Regatul Unit |
| 1986                               | Stammheim | Stammheim – Die Baader-Meinhof-Gruppe vor Gericht | Reinhard Hauff | RFG |
| 1987                               | The Theme | Teмa / Tema | Gleb Panfilov | Uniunea Sovietică |
| 1988                               | Sorgul roșu | 红高粱 / Hong gao liang | Zhang Yimou | China |
| 1989                               | Rain Man # | Rain Man # | Barry Levinson | Statele Unite ale Americii |
| Anii 1990                          | | | | |
| 1990                               | Music Box (ex aequo) | Music Box (ex aequo) | Costa-Gavras | Statele Unite ale Americii |
| 1990                               | Larks on a String (ex aequo) | Skřivánci na niti | Jiří Menzel | Cehoslovacia |
| 1991                               | The House of Smiles | La casa del sorriso | Marco Ferreri | Italia |
| 1992                               | Grand Canyon | Grand Canyon | Lawrence Kasdan | Statele Unite ale Americii |
| 1993                               | Woman Sesame Oil Maker (ex aequo) | 香魂女 / Xiāng hún nǚ | Xie Fei | China |
| 1993                               | The Wedding Banquet (ex aequo) | 喜宴 / Xi yan | Ang Lee | Taiwan Statele Unite ale Americii |
| 1994                               | In the Name of the Father | In the Name of the Father | Jim Sheridan | Irlanda Regatul Unit |
| 1995                               | The Bait | L'appât | Bertrand Tavernier | Franța |
| 1996                               | Sense and Sensibility | Sense and Sensibility | Ang Lee | Statele Unite ale Americii |
| 1997                               | The People vs. Larry Flynt | The People vs. Larry Flynt | Miloš Forman | Statele Unite ale Americii |
| 1998                               | Central Station | Central do Brasil | Walter Salles | Brazilia |
| 1999                               | The Thin Red Line | The Thin Red Line | Terrence Malick | Statele Unite ale Americii |
| Anii 2000                          | | | | |
| 2000                               | Magnolia | Magnolia | Paul Thomas Anderson | Statele Unite ale Americii |
| 2001                               | Intimacy | Intimacy | Patrice Chéreau | Regatul Unit Franța |
| 2002                               | Spirited Away (ex aequo) | 千と千尋の神隠し / Sen to Chihiro no kamikakushi | Hayao Miyazaki | Japonia |
| 2002                               | Bloody Sunday (ex aequo) | Bloody Sunday (ex aequo) | Paul Greengrass | Regatul Unit Irlanda |
| 2003                               | In This World | In This World | Michael Winterbottom | Regatul Unit |
| 2004                               | Cu capul înainte | Gegen die Wand | Fatih Akin | Germania Turcia |
| 2005                               | U-Carmen eKhayelitsha | U-Carmen eKhayelitsha | Mark Dornford-May | Africa de Sud |
| 2006                               | Grbavica | Grbavica | Jasmila Žbanić | Bosnia și Herțegovina |
| 2007                               | Tuya's Marriage | 图雅的婚事 / Túyǎ de hūnshì | Wang Quan'an | China |
| 2008                               | Elite Squad | Tropa de Elite | José Padilha | Brazilia |
| 2009                               | The Milk of Sorrow | La teta asustada | Claudia Llosa | Peru |
| Anii 2010                          | | | | |
| 2010                               | Honey | Bal | Semih Kaplanoğlu | Turcia |
| 2011                               | A Separation | جدایی نادر از سیمین / Jodaí-e Nadér az Simín | Asghar Farhadi | Iran |
| 2012                               | Caesar Must Die | Cesare deve morire | Paolo and Vittorio Taviani | Italia |
| 2013                               | Poziția copilului | Poziția copilului | Călin Peter Netzer | România |
| 2014                               | Black Coal, Thin Ice | 白日焰火 / Bai ri yan huo | Diao Yinan | China |
| 2015                               | Taxi | تاکسی / Taxi | Jafar Panahi | Iran |
| 2016                               | Fire at Sea | Fuocoammare | Gianfranco Rosi | Italia |
| 2017                               | On Body and Soul | Testről és lélekről | Ildikó Enyedi | Ungaria |
| 2018                               | Nu mă atinge-mă | Nu mă atinge-mă | Adina Pintilie | România |
| 2019                               | Synonyms | Synonymes | Nadav Lapid | Israel |
| Anii 2020                          | | | | |
| 2020                               | There Is No Evil | شیطان وجود ندارد / Sheytan vojud nadarad | Mohammad Rasoulof | Iran |
| 2021                               | Babardeală cu bucluc sau porno balamuc | Babardeală cu bucluc sau porno balamuc | Radu Jude | România |
| 2022                               | Alcarràs | Alcarràs | Carla Simón | Spania Italia |
| 2023                               | On the Adamant | Sur l’Adamant | Nicolas Philibert | Franța |